# Глезин, Сергей Евгеньевич
Серге́й Евге́ньевич Гле́зин (род. 25 июля 1960, Ленинград) — советский и российский мультипликационный монтажёр, продюсер и технический директор на студии «Мельница». Является режиссёром-постановщиком российского мультфильма «Три богатыря и Шамаханская царица», который собрал 575 070 210 рублей в прокате, став самым прибыльным мультфильмом 2011 года.

## Биография
Родился 25 июля 1960 года в Ленинграде, СССР.
В 1982 окончил Ленинградский институт киноинженеров. В 1984-1998 работал на Ленинградской студии научно-популярных фильмов.
Звукооператор ряда неигровых и анимационных фильмов. Работал техническим директором на студии «Миди-Синема».
Один из создателей студии анимационного кино «Мельница» в 1999, и в том же году до 2000 работал начальником производства и техническим директором студии «Мельница», а позже монтажёром и исполнительным продюсером.
С 2009 по 2010 год являлся режиссёром-постановщиком четвёртого мультфильма франшизы «Три Богатыря», ставшего лауреатом премии «Золотой орёл» 27 января 2012. Участвовал на церемонии вручения премии в Москве.
До 2014 работал исполнительным продюсером а начиная с 2015 участвует во всех картинах исключительно как режиссёр монтажа.

## Семья
Жена — Татьяна Дмитриевна Глезина (род. 18 марта 1959), начальник производства студии «Мельница» с 2000 по 2012 годы и член административной группы до 2015 года.
Сын — Кирилл Глезин (род. 7 июля 1989), в прошлом звукорежиссёр студий «Мельница» и «Миди-Синема», один из первых сценаристов мультсериала «Лунтик и его друзья» (Серии «Игра» и «Сюрприз»).  Монтажёр, музыкальный продюсер, барабанщик. С 2012 года активно занимается концертной деятельностью. В настоящий момент является постоянным участником российской синти-поп группы Tesla Boy, а также тесно сотрудничает с московским продюсером и музыкантом Тимом Аминовым.
Дочь — Яна Глезина.

## Фильмография
| Год       | Фильм                                            | Страна | Участие                                      |
| --------- | ------------------------------------------------ | ------ | -------------------------------------------- |
| 1988      | Карусель (в сборнике «Очень маленькие трагедии») | СССР   | звукооператор                                |
| 1989      | Берегите тишину                                  | СССР   | звукооператор                                |
| 1991      | Полуночные игры                                  | СССР   | звукооператор                                |
| 1991      | Кубороид                                         | СССР   | звукооператор                                |
| 1991      | Не отвлекайся!                                   | СССР   | звукооператор                                |
| 1999—2000 | Приключения в Изумрудном городе                  | Россия | начальник производства, технический директор |
| 2003      | Карлик Нос                                       | Россия | исполнительный продюсер                      |
| 2003      | Божество                                         | Россия | монтажёр                                     |
| 2004      | Алёша Попович и Тугарин Змей                     | Россия | монтажёр, исполнительный продюсер            |
| 2005      | Контакт (кинофильм)                              | Россия | генеральный продюсер                         |
| 2006      | Добрыня Никитич и Змей Горыныч                   | Россия | монтажёр, постпродакшн супервайзер           |
| 2007      | Илья Муромец и Соловей-Разбойник                 | Россия | монтажёр, исполнительный продюсер            |
| 2008      | Правдивая история о трёх поросятах               | Россия | монтажёр                                     |
| 2008      | Про Федота-стрельца, удалого молодца             | Россия | монтажёр, исполнительный продюсер            |
| 2010      | Три Богатыря и Шамаханская Царица                | Россия | режиссёр-постановщик, раскадровщик           |
| 2011      | Иван Царевич и Серый Волк                        | Россия | монтажёр, исполнительный продюсер            |
| 2012      | Три Богатыря на дальних берегах                  | Россия | монтажёр, исполнительный продюсер            |
| 2013      | Иван Царевич и Серый Волк 2                      | Россия | монтажёр, исполнительный продюсер            |
| 2014      | Три богатыря. Ход конём                          | Россия | монтажёр, исполнительный продюсер            |
| 2015      | Крепость. Щитом и мечом                          | Россия | монтажёр                                     |
| 2015      | Иван Царевич и Серый Волк 3                      | Россия | монтажёр                                     |
| 2016      | Три Богатыря и Морской царь                      | Россия | монтажёр                                     |
| 2017      | Урфин Джюс и его деревянные солдаты              | Россия | монтажёр                                     |
| 2017      | Три Богатыря и принцесса Египта                  | Россия | монтажёр                                     |
| 2018      | Три богатыря и наследница престола               | Россия | монтажёр                                     |
| 2019      | Урфин Джюс возвращается                          | Россия | монтажёр                                     |
| 2019      | Иван Царевич и Серый Волк 4                      | Россия | монтажёр                                     |
| 2020      | Барбоскины на даче                               | Россия | монтажёр                                     |
| 2020      | Конь Юлий и большие скачки                       | Россия | монтажёр                                     |
| 2021      | Три богатыря и Конь на троне                     | Россия | монтажёр                                     |
| 2022      | Барбоскины Team                                  | Россия | монтажёр, автор титров                       |
| 2022      | Иван Царевич и Серый Волк 5                      | Россия | монтажёр                                     |
| 2023      | Три богатыря и Пуп Земли                         | Россия | монтажёр                                     |
| 2024      | Лунтик. Возвращение домой                        | Россия | монтажёр                                     |
| 2024      | Иван Царевич и Серый Волк 6                      | Россия | монтажёр                                     |

### Актёр озвучания
- 1991 — Полуночные игры — все роли
- 2008 — Про Федота-стрельца, удалого молодца — посол из диких мест
- 2010 — Три Богатыря и Шамаханская Царица — чудище «нормальный парень»
- 2012 — Три Богатыря на дальних берегах — Гомума
- 2016 — Три Богатыря и морской царь — медведь